# 碧南市立中央中学校
碧南市立中央中学校（へきなんしりつ ちゅうおうちゅうがっこう）は、愛知県碧南市植出町五丁目にある公立中学校。

## 基本理念

### 教育活動
- 自ら学び、正しく生きる生徒(知)
- 自分に厳しく、他人に優しい生徒(徳)
- 健康でたくましく、進んで働く生徒(体)

## 沿革
- 1985年4月2日 - 新川中学区・東中学区・南中学区のそれぞれ一部を学区として、碧南市立中央中学校が開校（4月4日入学式，13学級，生徒数467名）。
- 1985年7月3日 -  プール竣工、プール開き。
- 1986年3月10日 - 校歌制定（発表会を行う）。

## 部活動

### 運動部
- 野球部
- サッカー部
- ソフトテニス部（男女）
- バスケットボール部（男女）
- 卓球部（男女）
- 剣道部（男女)
- バレーボール部（女子）

### 文化部
- 吹奏楽部
- 総合文化部

## 校区
- 碧南市立中央小学校

## アクセス
電車
- 名鉄三河線碧南中央駅から徒歩約12分。

バス
- 碧南中央駅前よりくるくるバス「中央中学校」バス停下車、徒歩約5分。